# カルロス・マジョール
カルロス・アルベルト・マジョール（Carlos Alberto MAYOR, 1965年10月5日 - ）は、アルゼンチン・ブエノスアイレス出身の元サッカー選手、サッカー指導者。ポジションはディフェンダー。Jリーグでの登録名は、選手時代はマジョール (Mayor)、監督時代はカルロス・マジョール (CARLOS MAYOR)。

## 経歴
2017年6月、レノファ山口FCの監督に就任した。低迷するチームの立て直しを期待されたが、就任後の成績は9勝1分15敗と思うような成績を残せず、J2残留圏ぎりぎりの20位となったことを踏まえ、2018年シーズン終了までの契約を残して解任が発表された。

## 所属クラブ
- 1985年 - 1990年 AAアルヘンティノス・ジュニアーズ
- 1990年 - 1991年 クラブ・デ・ヒムナシア・イ・エスグリマ・ラ・プラタ
- 1991年 - 1992年 CAウニオン (サンタフェ)
- 1993年 デポルテス・イキケ（スペイン語版）
- 1994年 - 1996年 藤枝ブルックス / 福岡ブルックス / アビスパ福岡
- 1997年 - 1999年 CAオール・ボーイズ
- 1999年 - 2000年 デポルティーボ・エスパニョール（スペイン語版）

## 個人成績
| 国内大会個人成績 | 国内大会個人成績 | 国内大会個人成績 | 国内大会個人成績 | 国内大会個人成績 | 国内大会個人成績 | 国内大会個人成績 | 国内大会個人成績 | 国内大会個人成績 | 国内大会個人成績 | 国内大会個人成績 | 国内大会個人成績 |
| 年度             | クラブ           | 背番号           | リーグ           | リーグ戦         | リーグ戦         | リーグ杯         | リーグ杯         | オープン杯       | オープン杯       | 期間通算         | 期間通算         |
| 年度             | クラブ           | 背番号           | リーグ           | 出場             | 得点             | 出場             | 得点             | 出場             | 得点             | 出場             | 得点             |
| 日本             | 日本             | 日本             | 日本             | リーグ戦         | リーグ戦         | リーグ杯         | リーグ杯         | 天皇杯           | 天皇杯           | 期間通算         | 期間通算         |
| ---------------- | ---------------- | ---------------- | ---------------- | ---------------- | ---------------- | ---------------- | ---------------- | ---------------- | ---------------- | ---------------- | ---------------- |
| 1994             | 藤枝B            |                  | 旧JFL            |                  |                  | -                | -                |                  |                  |                  |                  |
| 1995             | 福岡B            |                  | 旧JFL            |                  |                  | -                | -                |                  |                  |                  |                  |
| 1996             | 福岡             | -                | J                | 26               | 2                | 9                | 0                | 3                | 1                | 38               | 3                |
| 通算             | 日本             | 日本             | J                | 26               | 2                | 9                | 0                | 3                | 1                | 38               | 3                |
| 通算             | 日本             | 日本             | 旧JFL            |                  |                  | -                | -                |                  |                  |                  |                  |
| 総通算           |                  |                  |                  |                  |                  |                  |                  |                  |                  |                  |                  |

## 代表歴
- アルゼンチン代表
  - 1988年ソウルオリンピックのサッカー競技

## 指導歴
- 2011年 - 2012年 AAアルヘンティノス・ジュニアーズ
- 2013年 - 2014年 クラブ・アルマグロ
- 2014年 CAアトランタ（スペイン語版）
- 2014年 CDゴドイ・クルス・アントニオ・トンバ
- 2015年 CAサン・マルティン (サンフアン)（スペイン語版）
- 2016年 AAアルヘンティノス・ジュニアーズ
- 2016年 CAテンペルレイ（スペイン語版）
- 2017年 クラブ・アルマグロ
- 2017年6月 - 12月 レノファ山口FC
- 2018年 - 2019年 CAボカ・ウニドス（スペイン語版）
- 2019年 クラブ・アルマグロ
- 2020年 - クラブ・オリンポ

## タイトル

### 選手時代
AAアルヘンティノス・ジュニアーズ
- プリメーラ・ディビシオン：1回（1985N）
- コパ・リベルタドーレス：1回（1985）
- コパ・インテルアメリカーナ：1回（1986）